# 李愍
李愍（5世纪？—535年），字魔怜，是南北朝北魏至东魏时期的军事人物，赵郡柏人县人。
他是李元忠的族人，相貌魁梧，年轻时便胸怀大志，直到四十岁仍不愿在州郡任职，反而聚集了一群市井之徒作为伙伴。北魏孝昌年间，河北起事，李愍藏身于林虑山，观望局势变化。孝昌二年（526 年），大都督长孙稚率军镇压鲜于修礼、毛普贤等人的叛乱时，李愍被长孙稚征召，担任帐内统军。长孙稚的军队抵达呼沱河后，遭遇叛军迎击而战败，李愍因此返回家乡。
北魏安乐王元鉴担任北道大行台并入驻邺城时，李愍被元鉴征召，任命为武骑常侍、假节、别将，驻守邺城的东郭。葛荣的叛军包围信都，占领阳平以北地区，势力强盛。李愍接受元鉴的命令担任讨伐军先锋，立下战功。后来元鉴投降葛荣并叛变，李愍便装病离开元鉴。不久，大都督源子邕驻守安阳，大都督裴衍驻守邺城，准备讨伐元鉴。李愍加入源子邕麾下，被任命为奉车都尉，以持节、别将的身份驻守邺城西北的汁河。葛荣派叔父乐陵王葛萇率一万骑兵进攻李愍，李愍利用险要地形抵抗，阻止了葛萇的前进。尔朱荣进入东关后，李愍与他会面。尔朱荣为了分割叛军，让李愍走另一条路前往襄国，袭击叛军阵营的广州刺史田怙的军队。李愍尚未到达襄国，葛荣就被尔朱荣擒获，叛乱平息。李愍被授予建忠将军的称号。后来，从广平郡的易阳县、襄国县和南赵郡的中丘县分出部分区域，新设易阳郡，李愍担任该郡太守，并被封为襄国侯。
永安三年（530年），李愍任平北将军、持节、易阳郡大都督，后转任乐平郡太守。在赴乐平郡上任前，魏孝庄帝被尔朱氏杀害，李愍便率领部下守卫西边的石门山。他与幽州刺史刘灵助、高昂兄弟、安州刺史卢曹等人联络，试图对抗尔朱氏，但普泰元年（531年）刘灵助战败身亡，李愍便退回石门。高欢在信都起兵时，征召李愍，他率领数千人加入高欢阵营，被任命为使持节、征南将军、都督相州诸军事、相州刺史，兼任尚书西南道行台。李愍返回西边的旧镇，在马鞍山修筑营垒，防备尔朱兆的进攻。中兴二年（532年），高欢平定相州后，将李愍召回邺城，任命他为西南道行台都官尚书，并让他驻守故城。尔朱兆等人率军进攻邺城时，李愍被高欢征召，负责守卫邺城。
太昌元年（同年），李愍被任命为太守卿，后来以南荆州刺史、南荆州大都督的身份赴任。南荆州自孝昌年间以来，旧有道路断绝，被任命的刺史需走小路赴任。李愍率领数千部下前往悬瓠，从比阳出发，一边修复旧道一边前进。他边战边行三百多里，在各处设立邮亭，使少数民族屈服归顺。南朝梁的南司州刺史任思祖、随郡太守桓和等人率领三万士兵包围下溠戍，李愍亲自率兵讨伐，将其击退，被加授车骑将军称号。他在南荆州整治水路，开垦了一千多顷灌溉水田。
后来，李愍转任行东荆州事，随后担任骠骑将军、东荆州刺史、东荆州大都督，并加授散骑常侍之位。永熙三年（534年），魏孝武帝进入关中，李愍接受赵刚的建议，斩杀响应侯景的杨祖欢，考虑入关事宜。但他于天平二年（535年）去世，东魏追赠他为使持节、都督定殷二州诸军事、仪同、定州刺史。